# Brygada Negew
12 Brygada Negew (hebr. חטיבת הנגב, Chetivat HaNegev) – rezerwowy związek taktyczny piechoty zmechanizowanej Sił Obronnych Izraela. Brygada podlega Dowództwu Południowemu. 

## Historia
Brygada Negew została sformowana w marcu 1948 jako jedna z brygad uderzeniowych Palmach, żydowskiej organizacji paramilitarnej Hagana.
Do zadań powierzonych Brygadzie Negew należało wspieranie działań obronnych na pustyni Negew:
- 7 batalion – został utworzony 11 stycznia 1948.
- 8 batalion – został utworzony w lutym 1948.
- 9 batalion – został utworzony w październiku 1948.

Podczas wojny domowej w Mandacie Palestyny brygada starała się chronić szlaki komunikacyjne pomiędzy żydowskimi osiedlami rozproszonymi na dużej powierzchni pustyni Negew. Szczególna specyfika prowadzonych działań w warunkach pustynnych, sprawiała, że dowództwo bardzo szybko zorientowało się, że realizacja planów na froncie południowym będzie wymagać zmiany metod działania. Zauważono, że ze względu na plemiona beduińskie służba kobiet na pustyni nie jest wskazana. Dodatkowo jednostki Palmach musiały pełnić wielorakie funkcje – stabilne w obronie określonych osad, oraz mobilne działając w sytuacjach awaryjnych na wezwanie o pomoc. W ramach obrony osad, od samego początku 1948 pośpiesznie tworzono nowe fortyfikacje i realizowane programy szkoleń dla mieszkańców. Dodatkowo stworzono cztery jednostki mobilne liczące po około 60 ludzi, którzy przemieszczali się pojazdami opancerzonymi, chroniąc drogi komunikacyjne i realizując zadania specjalne. W maju Brygada Negew otrzymała wzmocnienie w postaci 2 batalionu z Brygady Jiftach. W trakcie wojny o niepodległość brygada wzięła udział we wszystkich walkach na froncie południowym.
Po wojnie, pod koniec 1949 brygada została przekształcona w rezerwową brygadę piechoty. W 1954 została oficjalnie podporządkowana Południowemu Dowództwu. Podczas kryzysu sueskiego w 1956 brygada uczestniczyła w zajęciu Strefy Gazy, natomiast jeden z batalionów zajął Szarm el-Szejk na południu półwyspu Synaj. W wojnie sześciodniowej brygada uczestniczyła w działaniach w rejonie miasta Arisz. W kolejnych latach brygada pełniła różnorodne funkcje w południowej części Synaju, nad Kanałem Sueskim oraz na Wzgórzach Golan. Wybuch wojny Jom Kipur zaskoczył brygadę w północnej części Kanału Sueskiego. Podczas wojny jej jednostki wspierały działania spadochroniarzy walczących o utrzymanie kontroli nad najważniejszymi węzłami komunikacyjnymi Synaju. W 1976 brygada została przegrupowana do Szarm el-Szejk, a w 1981 wycofano ją z półwyspu Synaj do Beer Szewy. W tym czasie brygada przeszła przebudowę w brygadę piechoty zmotoryzowanej. Podczas wojny libańskiej uczestniczyła w walkach we wschodnim sektorze. Podczas pierwszej intifady od grudnia 1987 brygada działała w Samarii i Judei. W 1990 brygada została przydzielona do wspierania operacji w Strefie Gazy. Podczas intifady Al-Aksa pod koniec marca 2002 brygada wzięła w działaniach w rejonie Hebronu. Pod koniec 2008 brygada zabezpieczała operację Płynny Ołów. Obecnie jest to rezerwowa brygada piechoty, w której służą weterani Brygady Giwati.